# Estádio Municipal Aral Moreira
Estádio Municipal Aral Moreira – stadion piłkarski, w Ponta Porã, Mato Grosso do Sul, Brazylia, na którym swoje mecze rozgrywa klub SE Pontaporanense.